# مرشدات تايوان
مرشدات تايوان (بالصينية: 中台灣 女童 軍 軍) هي المنظمة الإرشادية الوطنية لجمهورية الصين (تايوان). تأسست حركة المرشدات في الصين عام 1919؛ وأصبحت المنظمة عضوا في الرابطة العالمية للمرشدات وفتيات الكشافة في عام 1963. المنظمة للفتيات فقط وتحوي 14,936 عضو (اعتبارا من عام 2016).